# Pogi Team Gusto Ljubljana
Das Pogi Team Gusto Ljubljana ist ein slowenisches Radsportteam mit Sitz in Ljubljana.

## Organisation und Geschichte
Das Team ist die Elite-Mannschaft des Radsportvereins Rog (Kolesarsko Društvo Rog - KD Rog) in Ljubljana, zu dem auch das UCI Women’s Continental Team BTC City Ljubljana Scott gehört. Es nimmt an den UCI Continental Circuits teil und ist seit 2006 durchgehend als UCI Continental Team lizenziert. Bis zur Saison 2016 war Radenska Hauptsponsor, seit der Saison 2018 die Stadt Ljubljana.
Bekanntestes ehemaliges Teammitglied ist Tadej Pogačar, der seine Radsportkarriere im KD Rog begann und die ersten zwei Jahre nach der Juniorenzeit für das Team fuhr. Bereits 2021 gründete Pogačar mit Unterstützung seiner Sponsoren unter dem Dach des KD Rog das Pogi Team zur Förderung des Radsports im Nachwuchsbereich bis zu den Junioren. 2025 erweiterte er die Unterstützung auf das Continental Team, das seitdem seinen Spitznamen im Teamnamen trägt.
Andere bekannte ehemalige Teammitglieder sind Luka Mezgec, Jan Polanc und Jan Tratnik, die ebenso ihre Karriere hier begannen, sowie Andrej Hauptman, der 2006 vom ProTeam Fassa Bortolo wechselte und seine Karriere im Team beendete.

## Erfolge pro Saison
| Rennserie                 | 2008 | 2009 | 2010 | 2011 | 2012 | 2013 | 2014 | 2015 | 2016 | 2017 | 2018 | 2019 | 2020 | 2021 | 2022 | 2023 | 2024 |
| ------------------------- | ---- | ---- | ---- | ---- | ---- | ---- | ---- | ---- | ---- | ---- | ---- | ---- | ---- | ---- | ---- | ---- | ---- |
| UCI ProSeries             | -    | -    | -    | -    | -    | -    | -    | -    | -    | -    | -    | -    | -    | -    | -    | -    | -    |
| UCI Continental Circuits  | 5    | -    | 2    | -    | 1    | 3    | 1    | -    | 1    | 1    | 2    | 2    | -    | -    | 1    | -    | 1    |
| nationale Meisterschaften | -    | -    | -    | -    | -    | 1    | -    | -    | 1    | -    | -    | 1    | 1    | 1    | 1    | 1    | 1    |

## Platzierungen in UCI-Ranglisten
Platzierungen in der UCI-Weltrangliste
| World Ranking | World Ranking | World Ranking          | World Ranking |
| Jahr          | Teamwertung   | Einzelwertung          |               |
| ------------- | ------------- | ---------------------- | ------------- |
| 2016          | —             | Rok Korošec (1192. )   |               |
| 2017          | —             | Tadej Pogačar (464. )  |               |
| 2018          | —             | Tadej Pogačar (112. )  |               |
| 2019          | 100.          | Ben Hill (678. )       |               |
| 2020          | 80.           | Viktor Potočki (391. ) |               |
| 2021          | 92.           | Viktor Potočki (476. ) |               |
| 2022          | 108.          | Viktor Potočki (510. ) |               |
| 2023          | 109.          | Dylan Hopkins (702. )  |               |
| 2024          | 109.          | Dylan Hopkins (724. )  |               |
|               |               |                        |               |
| Quelle: UCI   |               |                        |               |

UCI America Tour
| Saison    | Mannschaftswertung | Fahrerwertung          |
| --------- | ------------------ | ---------------------- |
| 2009      | -                  | -                      |
| 2010      | 17.                | Luka Mezgec (53.)      |
| 2011      | -                  | -                      |
| 2012      | 40.                | Klemen Štimulak (233.) |
| 2013-2016 | -                  | -                      |

UCI Asia Tour
| Saison    | Mannschaftswertung | Fahrerwertung       |
| --------- | ------------------ | ------------------- |
| 2009      | 21.                | Mitja Mahorič (23.) |
| 2010-2016 | -                  | -                   |

UCI Europe Tour
| Saison | Mannschaftswertung | Fahrerwertung          |
| ------ | ------------------ | ---------------------- |
| 2005   | 71.                | Jure Kocjan (397.)     |
| 2006   | 45.                | Jure Kocjan (79.)      |
| 2007   | 45.                | Kristjan Fajt (173.)   |
| 2008   | 35.                | Robert Vrečer (17.)    |
| 2009   | 62.                | Mitja Mahorič (80.)    |
| 2010   | 60.                | Jan Tratnik (153.)     |
| 2011   | 92.                | Jan Polanc (413.)      |
| 2012   | 36.                | Jan Polanc (105.)      |
| 2013   | 56.                | Luka Pibernik (30.)    |
| 2014   | 63.                | Martin Otoničar (151.) |
| 2015   | 101.               | Robert Jenko (530.)    |
| 2016   | 113.               | Rok Korošec (816.)     |